# Heinrich Wilhelm Ludwig Wege
Heinrich Wilhelm Ludwig Wege (geboren am 22. Januar 1844 in Osterhagen (Landkreis Osterode); gestorben am 29. Januar 1908 in Oldenburg (Oldb.)) war ein deutscher Architekt. Sein Vater war der Maurer- und Steinhauermeister Friedrich Wege.

## Leben
Von 1866 bis 1869 arbeitete Ludwig (auch: Louis) im Architekturbüro Conrad Wilhelm Hases in Hannover, 1868 schon als Bauleiter. Nach einem Studienaufenthalt in Wien, wo Friedrich von Schmidt sein Lehrer war, setzte er die Zusammenarbeit mit Hase fort.
Zusammen mit Hase restaurierte er 1872 die ehemalige Klosterkirche St. Viti in Zeven.

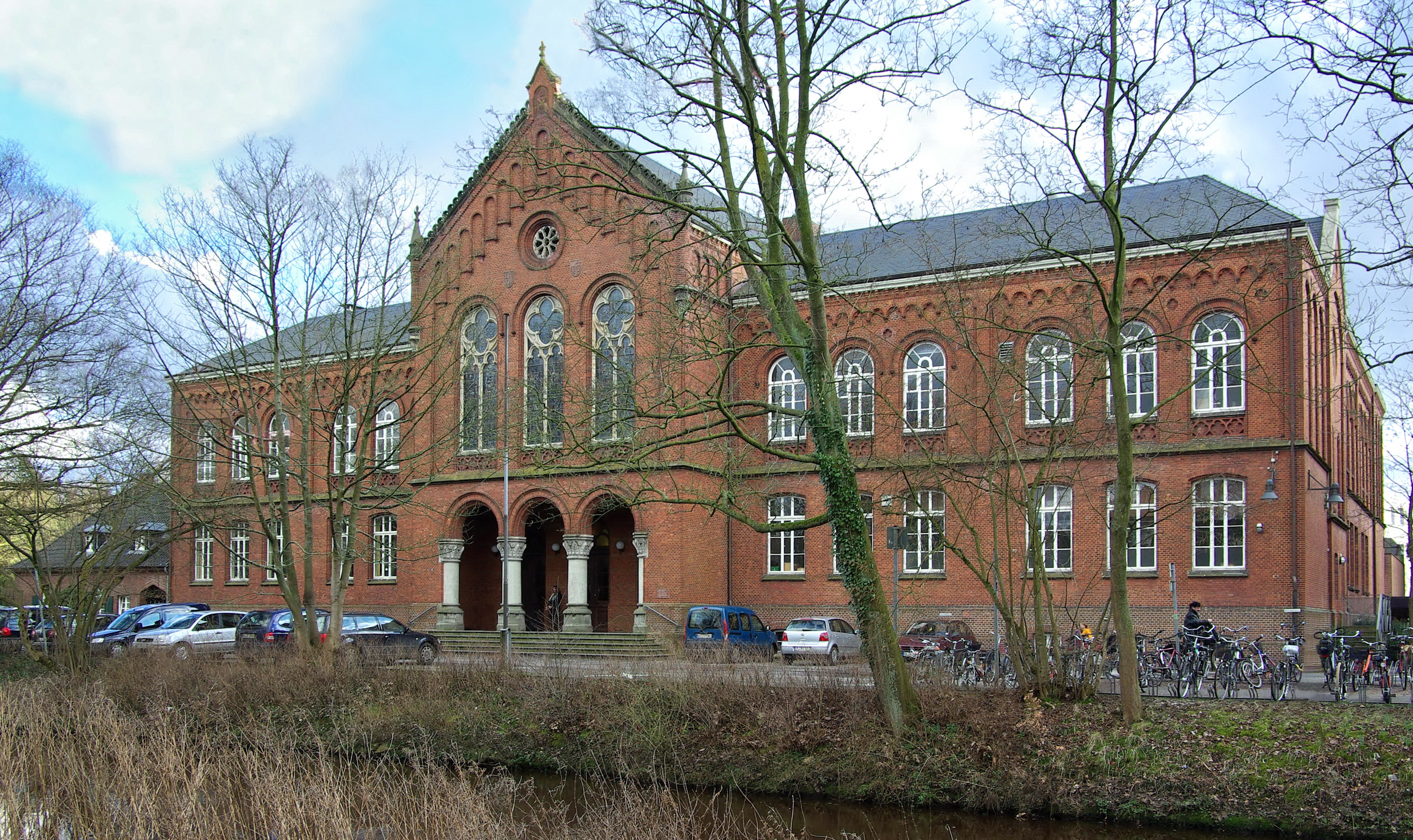
Altes Gymnasium Oldenburg

1873 trat er als Bauinspektor in den Dienst des Herzogtums Oldenburg. Sein größtes Werk in dieser Position war das Gymnasium am Theaterwall in Oldenburg, 1874–1878. Es folgten einige Kirchenbauten, nicht nur im Herzogtum Oldenburg, sondern auch in der Provinz Hannover, so die Aumunder Kirche (heute in Bremen-Nord) und St. Vitus in Heeslingen. Außerdem errichtete er Strafanstalten.
Er entwarf die Apostelkirche in Neuenkirchen-Vörden, die 1891 bis 1892 errichtet wurde.
1907 übernahm er die Sanierung der Alexanderkirche in Wildeshausen, starb aber bald nach schwerer Krankheit, so dass diese Arbeit ab 1908 von Adolf Rauchheld fortgeführt und schließlich 1910 bis 1912 von A. Former vollendet wurde.